# Шведський дивізіон 1 з хокею 1953—1954
Дивізіон 1: 1953—1954 — 10-й сезон у «Дивізіон 1», що був на той час найвищою за рівнем клубною лігою у шведському хокеї з шайбою.
У чемпіонаті взяли участь 12 клубів, розділених на дві групи. Турнір проходив у два кола.
Переможцем змагань став клуб «Юргорден» ІФ (Стокгольм).

## Регулярний сезон

### Північна група
|   | Команда                   | І  | В | Н | П | Ш     | О  |
| - | ------------------------- | -- | - | - | - | ----- | -- |
| 1 | Євле ГІК                  | 10 | 9 | 1 | 0 | 45–19 | 19 |
| 2 | «Гаммарбю» ІФ (Стокгольм) | 10 | 6 | 1 | 3 | 53–29 | 13 |
| 3 | Лександс ІФ               | 10 | 5 | 2 | 3 | 37–28 | 12 |
| 4 | ІК «Йота» (Стокгольм)     | 10 | 4 | 1 | 5 | 45–57 | 9  |
| 5 | Мура ІК                   | 10 | 2 | 2 | 6 | 38–40 | 6  |
| 6 | «Атлас Дізельс» ІФ (Нака) | 10 | 1 | 0 | 9 | 17–62 | 2  |

### Південна група
|   | Команда                   | І  | В | Н | П  | Ш     | О  |
| - | ------------------------- | -- | - | - | -- | ----- | -- |
| 1 | «Юргорден» ІФ (Стокгольм) | 10 | 9 | 0 | 1  | 61–21 | 18 |
| 2 | Седертельє СК             | 10 | 7 | 1 | 2  | 56–23 | 15 |
| 3 | ІФК Буфорс                | 10 | 5 | 0 | 5  | 44–30 | 10 |
| 4 | Грумс ІК                  | 10 | 5 | 0 | 5  | 38–49 | 10 |
| 5 | Сурагаммарс ІФ            | 10 | 3 | 1 | 6  | 38–35 | 7  |
| 6 | Окерс ІФ                  | 10 | 0 | 0 | 10 | 18–97 | 0  |

## Фінал
- «Юргорден» ІФ (Стокгольм) – Євле ГІК 5–1, 1–1